# Schachtbau Nordhausen

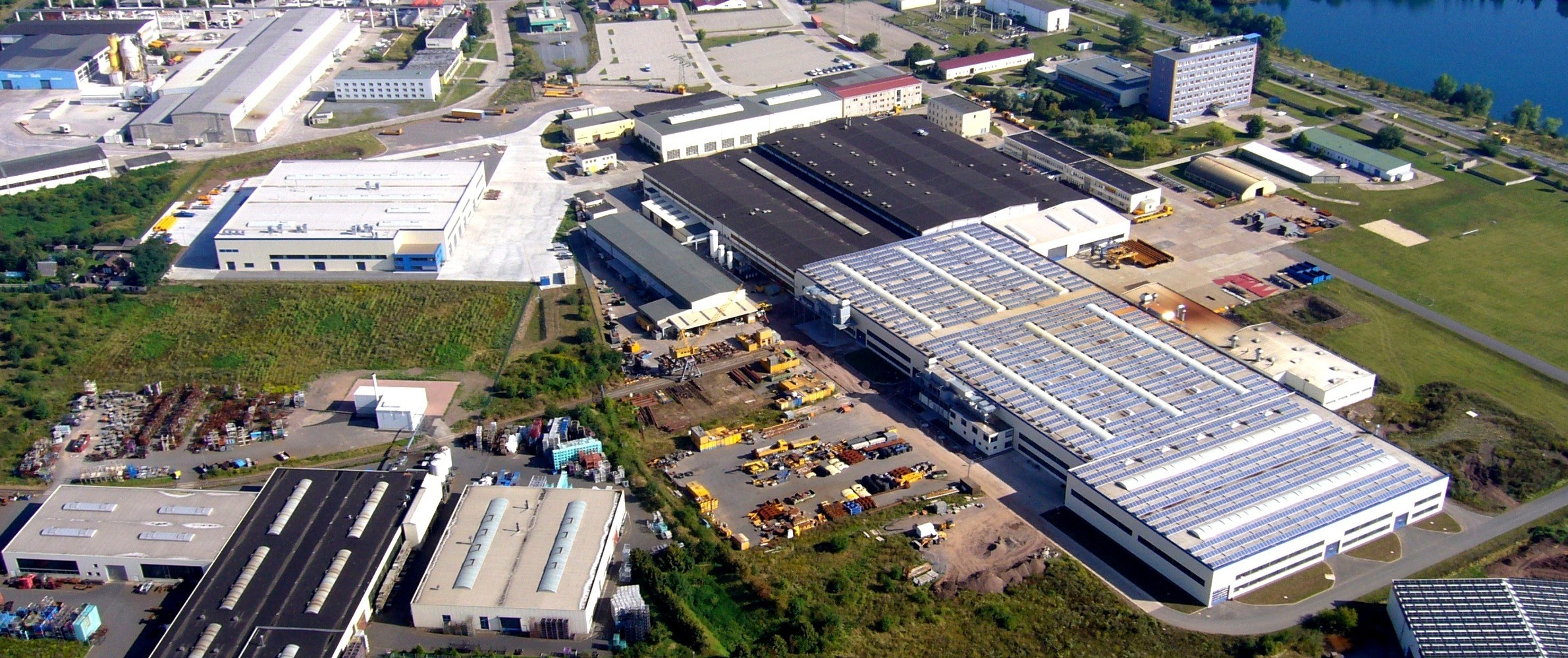
Luftaufnahme des Werkgeländes der Schachtbau Nordhausen GmbH

Die Schachtbau Nordhausen GmbH (SBN) ist ein deutsches Industrieunternehmen, das im Jahr 1939 aus dem Zusammenschluss der zwei Ursprungsunternehmen Eismaschinen- und Internationale Tiefbau GmbH, vorm. Gebhardt & Koenig, gegr. 1898, und Deutsche Schachtbau GmbH, gegr. 1906, hervorging. Nach zahlreichen weiteren Umfirmierungen firmiert das Unternehmen seit 1990 unter dem Namen Schachtbau Nordhausen GmbH. Neben dem Hauptsitz im thüringischen Nordhausen befindet sich ein Standort im sächsischen Lengenfeld. Seit 1992 gehört das Unternehmen zur Bauer-Gruppe. Die Schachtbau-Gruppe ist in den Geschäftsfeldern Bergbau, Anlagentechnik, Maschinenbau und Stahlbau national und international tätig, auch durch Tochtergesellschaften und Unternehmensbeteiligungen in Russland und Kasachstan.

## Geschichte
Nach dem Auslaufen des Patentschutzes für das Gefrierverfahren gründete Louis Gebhardt (1861–1924) 1898 in Nordhausen unter dem Namen Eismaschinen & Internationale Tiefbau GmbH seine eigene Firma. Dieses Verfahren hatte er zuvor im Rahmen seiner Beschäftigung bei Friedrich Hermann Poetsch, dem Erfinder des Gefrierverfahrens, kennengelernt. Gebhardt entwickelte das Gefrierverfahren zum Abteufen von Schächten bis zur Praxistauglichkeit weiter. 1900 konnte die erste Gefrierschachtteufe am Schacht VI in Güsten erfolgreich abgeschlossen werden.
Im Gegensatz zu Poetsch war Gebhardt mit seinem Unternehmen wirtschaftlich erfolgreich. Der Erfolg war auch wichtigen Mitarbeitern der Deutschen Schachtbau AG wie Paul Brumme, Wilhelm Zaeringer, Louis Binger und Hugo Joosten sowie Rudolf Nöllenburg und Ernst Middendorf zu verdanken. Daneben floss die Expertise von Hans Jähde und Kurt Bührig in das Gebhardt’sche Unternehmen ein. Dank der Expertise des Firmengründers Louis Gebhardt und der Ingenieure Hugo Joosten und Wilhelm Zaeringer war das Nordhäuser Unternehmen Gebhardt & Koenig – unter wechselnden Namen und mit mehrfachen Umfirmierungen – seit Anfang des 20. Jahrhunderts in der Technik des Schachtgefrierbaus weltweit führend. Hugo Joosten entwickelte 1925 ein Verfahren zur Verfestigung von Sand mittels Wasserglas. 1939 erfolgte auf Betreiben der Deutschen Erdöl AG, die bei beiden Unternehmen die Aktienmehrheit erworben hatte, die Verschmelzung der beiden Nordhäuser Schachtbauunternehmen zur Gebhardt & Koenig – Deutsche Schachtbau AG Nordhausen. Nach der Fusion war auch Walter Resow im Unternehmen tätig.
Im Zweiten Weltkrieg wurden bei den Luftangriffen auf Nordhausen etwa 30 % der Nordhäuser Betriebe der Gebhardt & Koenig – Deutsche Schachtbau AG zerstört. Nach Kriegsende konnte die Produktion in kurzer Zeit wieder aufgenommen werden. So wurde 1947 in Doberlug-Kirchhain der erste Gefrierschacht der Nachkriegszeit geteuft. Seit 1950 findet das Joosten-Verfahren verstärkt Anwendung zur Untergrundabdichtung von Talsperren.
Infolge der deutschen Teilung wurden auch viele Unternehmen aufgespalten, so auch die Gebhardt & Koenig – Deutsche Schachtbau AG. Die Stammwerke in Nordhausen waren – wie fast alle Unternehmen der Sowjetischen Besatzungszone – von Demontagen betroffen. Sie erfolgten zwischen Januar 1946 und Juli 1947. Die Nordhäuser Stammwerke wurden im Mai 1947 verstaatlicht und zunächst Besitz des Landes Thüringen. Sie firmierten fortan als Deutsches Schachtbau- und Tiefbohrunternehmen Nordhausen/Harz (vorm. Gebhardt & König). Am 5. Mai 1948 beschloss die Deutsche Wirtschaftskommission, das Unternehmen in die Vereinigung Volkseigener Betriebe (VVB) Schachtbau- und Bohrbetriebe der Kohleindustrie mit Sitz in Nordhausen einzugliedern.
Weitere Namensänderungen und Änderungen der Zuordnung folgten:
- 1954: VEB Schachtbau, Verfestigungen und Abdichtungen Nordhausen
- 1959: VEB Schachtbau Nordhausen der VVB Nichteisenmetall-Industrie mit Sitz in Eisleben
- 1968: VEB Schachtbau Nordhausen im Mansfeld Kombinat „Wilhelm Pieck“
- 1. Januar 1990: VEB Schachtbau Nordhausen
- 8. Juni 1990: Schachtbau Nordhausen GmbH (Umwandlung nach dem GmbH-Gesetz)

In den 1960er-, 1970er-Jahren und 1980er-Jahren verwirklichte das Unternehmen mehrere größere Projekte:
- Nach neun Jahren Teufarbeit erfolgte 1964 die Fertigstellung des Schachtes Unterbreizbach 2.
- Die Teufarbeiten für die Schächte Zielitz 1 und 2 wurden 1969 abgeschlossen.
- 1977 erfolgte am Pumpspeicherwerk Markersbach die Fertigstellung der bergmännischen Arbeiten.
- 1980 wurde am Schacht Ramstedt 1 das Schachtbohrverfahren im Kalibergbau erstmals erfolgreich eingesetzt.
- Zwei Jahre später begann der Vortrieb am 10 km langen Trinkwasserstollen „Lichte“ mit der selbstentwickelten und gebauten Vortriebsmaschine VM 24-27.
- In Sangerhausen begannen 1986 die Arbeiten zur Abriegelung des Westfeldes im Kupferschieferbergwerk.
- In nur 40 Tagen wurde Schacht 1 in Sondershausen von Holz- auf Stahlspurrlatten mit einer 6-etagigen Arbeitsbühne umgerüstet.

Zu einem wichtigen Geschäftsfeld entwickelte sich die Exploration. Bei der Exploration und beim Schachtbau gewann die Schachtbau Nordhausen zahlreiche Aufträge im Ausland.
Seit seiner Gründung war das Unternehmen auch im Maschinenbau und in der Bauausführung tätig. Mussten anfangs die benötigten Maschinen wie Bohrgeräte und Kühlanlagen für die Gefrierschachtteufe noch selbst entwickelt und gebaut werden, nutzte man später die Werkstätten auch für den Bau von selbstbenötigten Hilfsanlagen (Arbeitsbühnen etc.) und in Krisenzeiten als Zubrot artfremder Produktionen (Rüstung) und Reparaturen (Eisenbahnwagen). In der DDR wurden infolge des stark eingeschränkten Zuganges zum Weltmarkt viele Anlagen und Maschinen selbst gebaut. Die so entstandenen Kapazitäten im Stahlbau wurden ab 1990 für Stahlbau und Maschinenbau genutzt.
1992 wurde die Schachtbau Nordhausen GmbH durch die Bauer-Gruppe übernommen. In der Folge wurden mehrere Tochtergesellschaften gegründet:
- 1994: Nordhäuser Bauprüfinstitut GmbH (NBI)
- 1997: Tochtergesellschaft Schachtbau Nordhausen Großprojekte GmbH (2011 Umwandlung in Schachtbau Nordhausen Bau GmbH)
- 2006: Tochtergesellschaft MMG Mitteldeutsche Montan GmbH
- 2006: Tochtergesellschaft OOO Trakmechanika, Jaroslawl (Russland)
- 2009: Beteiligung TOO Schachtbau Kasachstan, Almaty (Kasachstan)
- 2011: Schachtbau Nordhausen Bau GmbH (bis 2020)
- 2015: Schachtbau Nordhausen Stahlbau GmbH (bis 2022)

Die bergbaunahe Anlagentechnik stellte 1995 die neue Kläranlage für die Stadt Nordhausen fertig. 2008 wurden die Kapazitäten im Stahl- und Maschinenbau am Standort Nordhausen erweitert. Somit konnte 2017 das Projekt der Netzwerkbogenbrücke Bøkfjordbrua in Norwegen durchgeführt werden. Auf dem Gelände der Schachtbau Nordhausen GmbH befindet sich als einer von mehreren Fertigungsbereichen das Korrosionsschutzcenter Nordhausen.
2018 erfolgte der Bau und die Montage des neuen Fördergerüstes am Schacht V in Sondershausen. 2021 sanierte Schachtbau das denkmalgeschützte Fördergerüst des Lehr- und Besucherbergwerkes Reiche Zeche in Freiberg. Daneben ist das Unternehmen im Endlagerbau tätig. Seit 2012 sind Schachtbauer an der Errichtung des Endlager Konrad mit den Schächten 1 und 2 in Salzgitter beteiligt; 2020 beauftragte die Bundesgesellschaft für Endlagerung das Nordhäuser Unternehmen mit der Planung und dem Bau des Förderturmes Konrad 2. Dazu kommen zahlreiche Brückenbau-Projekte der Schachtbau Nordhausen Stahlbau GmbH, zum Großteil im Auftrag der DB Netz AG.
2020 wurde die Schachtbau Nordhausen Bau GmbH in die Bauer Resources GmbH umgegliedert. 2021 erfolgte im Segment Resources die Fusion der Spezialbau und Sanierung GmbH (SPESA) mit der Schachtbau Nordhausen Bau GmbH zur SPESA Spezialbau und Sanierung GmbH.

## Geschäftsbereiche
Die vier Geschäftsbereiche der Schachtbau Nordhausen sind:
- Bergbau: Die Schwerpunkte liegen in der Herstellung, Sicherung, Sanierung und Verwahrung unterirdischer Hohlräume aller Art. Hierzu zählen Schachtabteufen, Auffahrung von Strecken und Stollen, Schachtverwahrungen, Schachtinstandsetzungen, Altbergbau- und Spezialleistungen sowie Planungsleistungen.
- Anlagentechnik: Bau und Ausrüstung von wasserwirtschaftlichen Anlagen, wie z. B. Kläranlagen, Wasserwerke, Pumpwerke, Biogasanlagen, Wasseraufbereitungsanlagen sowie Engineering.
- Maschinenbau: Konstruiert und gebaut werden vor allem Ober- und Unterwagen sowie Brunnenbohrgeräte. Dazu kommt die Komponentenfertigung für die Bauer-Gruppe. Zum Portfolio gehören dabei Zuschnitt, Stahlbaufertigung, mechanische Bearbeitung, Korrosionsschutz, Montage sowie Planung und Konstruktion.
- Stahlbau, vor allem in folgenden Bereichen: Stahl- und Verbundbrückenneubau, Sonderprojekte, z. B. Fördergerüste, Stahlbrückensanierung, eigene Werkstattfertigung, Hebe- und Verschubprozesse, Planungsleistungen. Da ein Großteil der Produktion das Fügeverfahren Schweißen nutzt, gibt es auf dem Betriebsgelände der Schachtbau Gruppe eine DVS-Kursstätte.[10]

## Forschung
Von 2006 bis 2009 war die Schachtbau Nordhausen GmbH Projektpartner bei einer Forschungsarbeit über die „Lebensdauerverlängerung bestehender und neuer geschweißter Stahlkonstruktionen“, das so genannte „Refresh“-Projekt. Hierbei wurde das Hochfrequenzhämmern zur Steigerung der Ermüdungsfestigkeit von Schweißnähten entwickelt. Die Technik der Schweißnahtnachbehandlung durch hochfrequentes Hämmern wird seitdem in vielen Projekten angewendet.
2012 entwickelte Schachtbau im Rahmen und auf Grundlage einer Bachelorarbeit den semimobilen Förderhaspel SBN FH-55 in der Produktreihe SBN FH.